# 雲圖 (電影)
《雲圖》（英語：Cloud Atlas）是一部2012年上映的科幻史詩電影，改編自2004年由大卫·米切尔所著的同名科幻小說，由《駭客任務》班底的沃卓斯基姐妹及《罗拉快跑》、《香水》的導演湯姆·提克威爾共同擔任製片、編劇及導演。
影片在德國、蘇格蘭和西班牙拍攝，製作費超過一億美元。电影背景從1850年跨越到後末日時期的未來，由六个看似毫無關聯卻又緊密聯繫的故事构成。部分演員貫穿整部影片，分別在六個故事中飾演不同角色。包括1849年的南太平洋、1936年的蘇格蘭、1973年的美國、2012年的英國、2144年的韩国及未來人類文明衰落後的夏威夷。故事天馬行空，相同的靈魂化身不同的角色及經歷，影響後世人及自己轉世的靈魂個體。影片中的角色多由同一個演員在不同的故事中分飾多角，各個角色間亦有呼應之處。
電影於多倫多影展中首次公開放映，2012年10月26日北美正式上映。

## 剧情
电影包括六段故事。这些故事被穿插剪辑，通过特定的线索呼应进行转场。

### 1849年，太平洋
律师亚当·厄文（由吉姆·斯特吉斯扮演，本故事中的胎记持有者）从旧金山到查塔姆群岛为其岳父哈斯克尔·摩亚（由雨果·维文饰演）置办贩运黑奴的生意。在岛上，亚当发现当地的黑人被残酷奴役，并在看到黑人奥图阿遭受鞭刑的场景时晕厥。贪财的医生亨利·古斯（由汤姆·汉克斯扮演）骗他说晕倒的原因是大脑感染了寄生蟲，在回程的船上和他同行，名义上给他治病，實際上是不斷下毒，使亚当的身体愈发虚弱。奥图阿藏在亚当的船舱，表明自己有着做船员的能力，希望亚当帮助他。亚当被触动，并向船长求情，船长表面上同意，实则意欲将奥图阿杀害。在奥图阿高空展现拉帆的技艺时，船长派枪手向其开枪，但被亚当阻止。奥图阿也顺利打开船帆，证明了自己是经验丰富的水手，因而被船长留下。在一个风雨夜，古斯医生原形毕露，想毒害亚当并将其财产据为己有，但被及时赶来的奥图阿阻止。经过激烈的搏斗，奧圖阿和亞當将醫生打死。亚当的思想因而发生转变，回到旧金山后向岳父表示不再做黑奴生意，而是和妻子一起到美国东部从事废奴运动。

### 1936年，英国剑桥及爱丁堡
年轻音乐家罗伯特·弗洛比舍（由本·韦肖扮演，本故事中胎记持有者）是一名双性恋，和物理学者鲁夫斯·斯克斯史密斯相爱于剑桥，但这段恋情不为当时的社会所接受。罗伯特离开鲁夫斯只身来到苏格兰的爱丁堡，给著名音乐家韋韋安·阿耶斯记谱，期间与男友鲁夫斯保持通信联系。受亚当·厄文的太平洋日记启发，他逐渐构思创作了他自己的作品《云图六重奏》，但韦韦安想要据为己有，罗伯特因而决定离开，但这时韦韦安威胁要公开弗洛比舍爾的同性恋倾向及男妓身份，以阻止弗洛比舍爾离开。弗洛比舍爾情急下开枪打伤韦韦安后逃遁，在一家小旅馆中完成了《云图六重奏》并给鲁夫斯留下绝笔信后饮弹自杀。

### 1973年，美國旧金山
具有正义感且意志坚定的黑人女记者路易莎·雷（由哈利·贝瑞饰演，本故事中的胎记持有者）在故障的电梯中邂逅了已经年老的物理学家鲁夫斯·斯克斯史密斯。鲁夫斯得知路易莎的记者身份后透露自己撰写了一份报告，其中揭露了石油集团正在密谋对核电公司动手脚，意图造成重大事故以阻碍核电推广的骇人真相，引起了路易莎的兴趣。但在报告交给路易莎之前，鲁夫斯便被石油公司派来的杀手（由雨果·维文饰演）在宾馆杀害，报告也被抢走。路易莎在鲁夫斯的遗物中发现了当年弗洛比舍寫给他的信件和《云图六重奏》唱片的线索，并去买到了这张唱片。之后路易莎造访了核电公司，找到了公司里良心未泯的工程师伊萨克·萨赫斯（由汤姆·汉克斯饰演）并与其一见钟情。在劝说下，伊萨克把涉及真相的机密资料交给了路易莎，因而被公司痛下杀手，他乘坐的飞机在空中被炸毁。路易莎亦被追杀，她驾驶的车辆被撞入海中，但她在其父亲昔日战友（由基夫·大卫饰演）帮助下死里逃生。最后路易莎从鲁夫斯的侄女手中用鲁夫斯的信件做交换拿到了报告的副本，揭露了事实真相。

### 2012年，英国倫敦
蒂姆斯·卡文迪许（由吉姆·布勞德本特饰演，本故事中胎记持有者）是伦敦一个年迈但有着独到眼光的图书出版商。他旗下的一个黑帮作家（由汤姆·汉克斯饰演）在一次聚会上因将一个诋毁他的书评人从高层扔下摔死而被监禁，但也意外导致该作家的新书畅销。黑帮作家的爪牙随后找上门来，勒索蒂姆斯50000英镑。蒂姆斯向其富有的兄长丹荷姆（由休·格兰特扮演）借钱，然而丹荷姆却因为憎恨蒂姆斯曾与其妻詹妮特（由本·韦肖扮演）偷情而把他骗到一家自己参与运营的养老院中，养老院的护士诺亚克丝（由雨果·维文扮演）等人对入住老人严密监视并虐待。蒂姆斯在其间阅读了一部记录路易莎·雷揭露石油公司黑幕经过的小说，受到启发，随后，他和几个志同道合的老人密谋，驾车逃出养老院，并在酒馆巧妙利用民族情绪将追来的养老院护工们狠狠教训。最后蒂姆斯把自己的经历写成剧本，并和年轻时的恋人乌尔苏拉（由苏珊·萨兰登扮演）重归于好，白头偕老。

### 2144年，韩国新首尔
在新世紀，克隆人技術已被社會所接納，并被用作劳力等用途。在新首尔的“宋爸爸”（Papa Song）餐厅内，一群年轻女性克隆人自诞生之日起便像奴隶一般在餐厅做苦工。她们被严格地洗脑并管控，没有任何自由思考和活动的空间和权利，除了睡觉就是做工，每天的食物只有“速补”饮料。她们被要求对顾客和总管（由休·格兰特扮演）毕恭毕敬，纵使被恶意侵犯和骚扰也不能抵抗，这其中包括星美-451（Sonmi-451，由裴斗娜饰演，本故事中胎记持有者）和幼娜-939（Yoona-939，由周迅饰演）。一个偶然的机会，被反政府抵抗组织用做实验的、具有自由思想的幼娜-939得到了一个描述蒂姆斯·卡文迪许逃离恐怖养老院经历的电影片段，她邀请星美一起观看，两人的自由和反抗意识由此被点燃。然而不久后幼娜便因反抗无礼顾客的侮辱，试图逃脱餐馆时被餐厅总管当众杀害。地下抵抗组织的成员张海柱（由吉姆·斯特吉斯扮演）从餐厅救出星美，向她展示了外部的世界，包括索尔仁尼琴的著作和蒂姆斯·卡文迪许电影的完整版，进一步启发了星美的思想。但很快当局派人追杀而至，将张海柱从高空击落，并抓捕了星美。幸存的张海柱潜入当局的监狱再次救出星美，并带她见到叛军首领（由基夫·大卫饰演）。星美在此间与张海柱相爱。得知了像她这样的克隆人奴隶被隐瞒的真相：工作满12年后所前往的“天堂”实则是把她们杀害，并将尸体加工成每日饮用的“速补”饮料，用于喂养新的克隆奴隶。得知残酷真相的星美痛彻心扉，决定和抵抗组织合作，并公开发表了自己的反抗宣言。张海柱和其他抵抗組織成員在政府攻陷基地后阵亡，星美被俘。在向档案人员（由詹姆斯·达斯扮演）完整地講出自己的故事後星美被处决。

### 人类文明衰落後的第106個冬天，夏威夷島（大岛）
在人类文明衰落之后，地球上存活下来的人分成了三类：食人族、土著人和掌握高科技的先知人。土著人住在山中说着退化的英语，过着史前原始人一般茹毛饮血的生活，并把因追求自由而牺牲的星美当作神来崇拜。掌握高科技的人类因缺失向地外文明沟通的媒介而面临生存危机。扎克里（由汤姆·汉克斯饰演，本故事中的胎记持有者）是大岛上的成年土著，其性情犹豫怯懦，迷信于女祭司。在目睹妹夫（由吉姆·斯特吉斯饰演）和侄儿被食人族杀害时，因受到缠身的心魔「老佐治」（由雨果·维文饰演）的蛊惑，屈服于恐惧而没有出手相救。掌握高科技的先知人梅洛尼姆（由哈利·贝瑞饰演）来到岛上，她在寻找岛上遗留的信号发射器，希望向外星殖民的人类文明发出求救信号。然而发射器位于土著的禁地，没有人愿意导引她去。在梅洛尼姆救活扎克里被毒鱼所伤的外甥女之后，扎克里同意带她前往禁地。途中心魔数次蛊惑扎克里杀死梅洛尼姆，但扎克里坚持没有听其摆布。在发射台，梅洛尼姆告诉扎克里，女神星美是很久以前的人，并给他看当年星美的演说视频录像。梅洛尼姆顺利向其他星球的人类发出求救信息。扎克里回到家园，发现村子不幸被食人族部落洗劫，露丝等人均被杀死，只有扎克里的外甥女幸存。扎克里悲愤交加，打破既有的一切思想禁锢，和梅洛尼姆联手消灭了食人族。之后他们一同离开地球，在远方的某个行星上相伴余生。

## 演員
依片尾顺序
| 演員        | 1849年                 | 1936年                                  | 1973年                                           | 2012年                                  | 2144年                   | 末世               |
| ----------- | ---------------------- | --------------------------------------- | ------------------------------------------------ | --------------------------------------- | ------------------------ | ------------------ |
| 湯·漢斯     | 亨利·古斯醫生          | 旅館經理                                | 伊薩克·薩赫斯博士                                | 黑帮作家德摩特·荷金斯                   | 影片中扮演卡文蒂許的演員 | 扎克里             |
| 荷爾·芭莉   | 土著女人               | 卓卡斯塔·阿耶斯（韋韋安之妻）           | 路易莎·雷                                        | 派对女賓客                              | 外科手术医生（反串）     | 梅洛尼姆           |
| 占·博班特   | 摩利挪斯船長           | 韋韋安·阿耶斯                           | 未出演                                           | 提摩西·卡文蒂許                         | 街头二胡音樂家           | 先知族人           |
| 曉高·韋榮   | 亚当律师的岳父哈斯克爾 | 塔德茨·克瑟凌（介绍罗伯特给作曲家的人） | 杀手比尔                                         | 諾亞克絲護士（反串）                    | 當局官員                 | 扎克里的心魔老乔治 |
| 占·史杜哲斯 | 亚当·厄文              | 被赶走的贫穷旅館客人                    | 鲁夫斯侄女之父（在照片中）                       | 酒館內的蘇格蘭裔狂熱球迷                | 鄭海濟                   | 阿當/扎克里之妹夫  |
| 裴斗娜      | 亚当·厄文之妻提尔达    | 未出演                                  | 鲁夫斯侄女之母（在照片中）、墨西哥裔女大楼看守员 | 未出演                                  | 星美-451                 | 未出演             |
| 班·維蕭     | 船員                   | 羅伯特·弗洛比舍                         | 唱片店舖職員                                     | 蒂莫西·卡文迪许兄长的妻子詹妮特（反串） | 未出演                   | 年轻族人           |
| 基夫·大衛   | 卡普卡                 | 未出演                                  | 祖·拿皮亞                                        | 未出演                                  | 安哥·阿皮斯首领          | 先知族人           |
| 占士·達斯   | 未出演                 | 青年魯夫斯·斯克斯史密斯                 | 老年魯夫斯·斯克斯史密斯                          | 養老院男護士                            | 讯问星美的檔案人員       | 未出演             |
| 周迅        | 未出演                 | 未出演                                  | 塔博特及旅館經理（反串）                         | 未出演                                  | 幼娜-939                 | 露絲               |
| 大衛·基耶斯 | 奧圖阿                 | 未出演                                  | 勒斯特·雷（女记者父亲，在照片中）                | 未出演                                  | 未出演                   | 先知族人           |
| 蘇珊·薩蘭登 | 荷洛斯夫人             | 未出演                                  | 未出演                                           | 老年烏爾蘇拉                            | 軟件视频中的學者（反串） | 女祭司             |
| 曉·格蘭     | 蓋爾斯·荷洛斯教士      | 酒店工作人員                            | 萊特·浩克斯                                      | 蒂莫西·卡文蒂許兄长                     | 餐廳李總管               | 食人族首領         |

## 发行和

### 多倫多影展首映禮
多倫多影展首映之後，舉行了記者會。湯·漢斯在記者會上暢談拍片感受，表示最喜歡扮演作家德摩特·荷金斯時，片中將一位劣評其作品的評論家從露台扔下樓致死，高呼：「愛死了那一刻！」

### 评价
著名影评网站“烂番茄”基于249个影评人给予了该片66%的新鲜度，Metacritic上获得55分；拥有交叉庞杂的六段故事的本片总体获得了两极评价。
美國《時代周刊》評選《雲圖》是2012年的十大年度最差影片（Top 10 Worst Movies）之一。

### 票房
美国首周末收获940万美元，名列第二位。全球累计1.3亿美元。

### 中国大陆删减
有媒体报道称，《云图》的中国大陆版本遭严重删减达40分钟，而电影导演湯姆·提克威爾在北京接受媒体采访时亦承认了这一消息，引发轩然大波。

## 外部連結
- 官方网站
- 影評 （页面存档备份，存于）
- 互联网电影数据库（IMDb）上《雲圖》的资料（英文）
- 爛番茄上《雲圖》的資料（英文）
- 豆瓣电影上《雲圖》的資料 （简体中文）